# Ahonda
Ahonda (špa. Río Ahonda) je rijeka u Venezueli, pritoka rijeke Carrao. Dio je porječja Orinoca.